# Усполонь
У́сполонь — деревня в Шимском районе Новгородской области, входит в состав Подгощского сельского поселения.
Деревня расположена на третьем километре автодороги Шимск—Старая Русса, в непосредственной близости от реки Шелонь. С западной стороны от Усполони протекает небольшая река Векша — правый приток Шелони. Ближайший населённый пункт — райцентр Шимск. 
На территории деревни добывается минеральная вода «Усполонь».

## Примечания

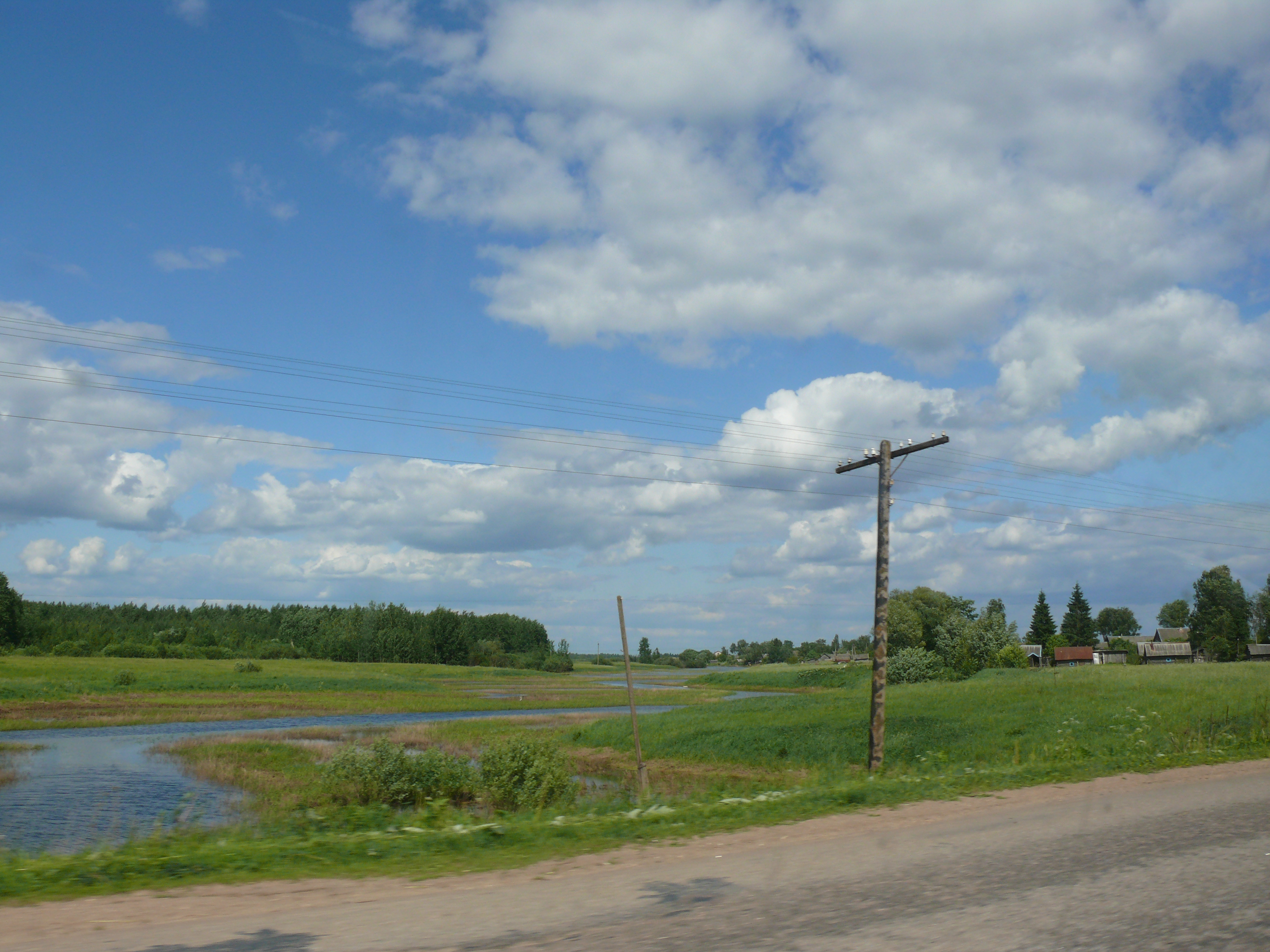
Река Векша и западная окраина Усполони